# 渡辺正善
渡辺 正善（わたなべ ただよし、1982年11月21日 - ）は、日本のラグビー選手。

## プロフィール
- 宮崎県出身[1]。
- ポジションはロック(LO)、フランカー。
- 身長 188cm、体重 90kg
- ニックネームはタダヨシ。
- 九州代表に選ばれたことがある[2]。

## 略歴
2001年、佐土原高校卒業後、福岡大学に入る。
2005年、福岡大学卒業後、福岡サニックスブルース（現・宗像サニックスブルース）に加入。同年12月4日に行われたジャパンラグビートップリーグ第8節のワールドファイティングブル戦にて途中出場で公式戦初出場を果たす。
2012年、福岡サニックスブルースを退団した。